# Svartbo-Långtjärnen
Svartbo-Långtjärnen är en sjö i Ovanåkers kommun i Hälsingland och ingår i Ljusnans huvudavrinningsområde.